# Julien Hardouin-Rivery
Pour les articles homonymes, voir Hardouin.
Julien Hardouin-Rivery (23 octobre 1759, Mamers - 5 décembre 1825, Mamers), est un magistrat et homme politique français.

## Biographie
Cousin germain de Julien-Pierre-Jean Hardouin, il étudia le droit, se fit recevoir licencié, et, le 1er mars 1784, devint notaire à Mamers. Procureur de cette commune en 1789, puis membre et président de l'administration du district de Mamers, procureur-syndic, enfin commissaire du Directoire exécutif près le tribunal civil de Mamers, il fut élu, le 25 germinal an VI, député de la Sarthe au Conseil des Cinq-Cents, et réélu par le même département le 24 germinal an VII. Hardouin-Rivery compta parmi les partisans du coup d'État du 18 brumaire et, le 9 floréal an VIII, fut nommé juge au tribunal de sa ville natale: le 16 mai 1815, il fut élu par l'arrondissement de Mamers, avec 41 voix sur 69 votants, représentant à la Chambre des Cent-Jours. Son rôle parlementaire fut très secondaire.

## Sources
- « Julien Hardouin-Rivery », dans Adolphe Robert et Gaston Cougny, Dictionnaire des parlementaires français, Edgar Bourloton, 1889-1891 [détail de l’édition]